# Bobrowanie

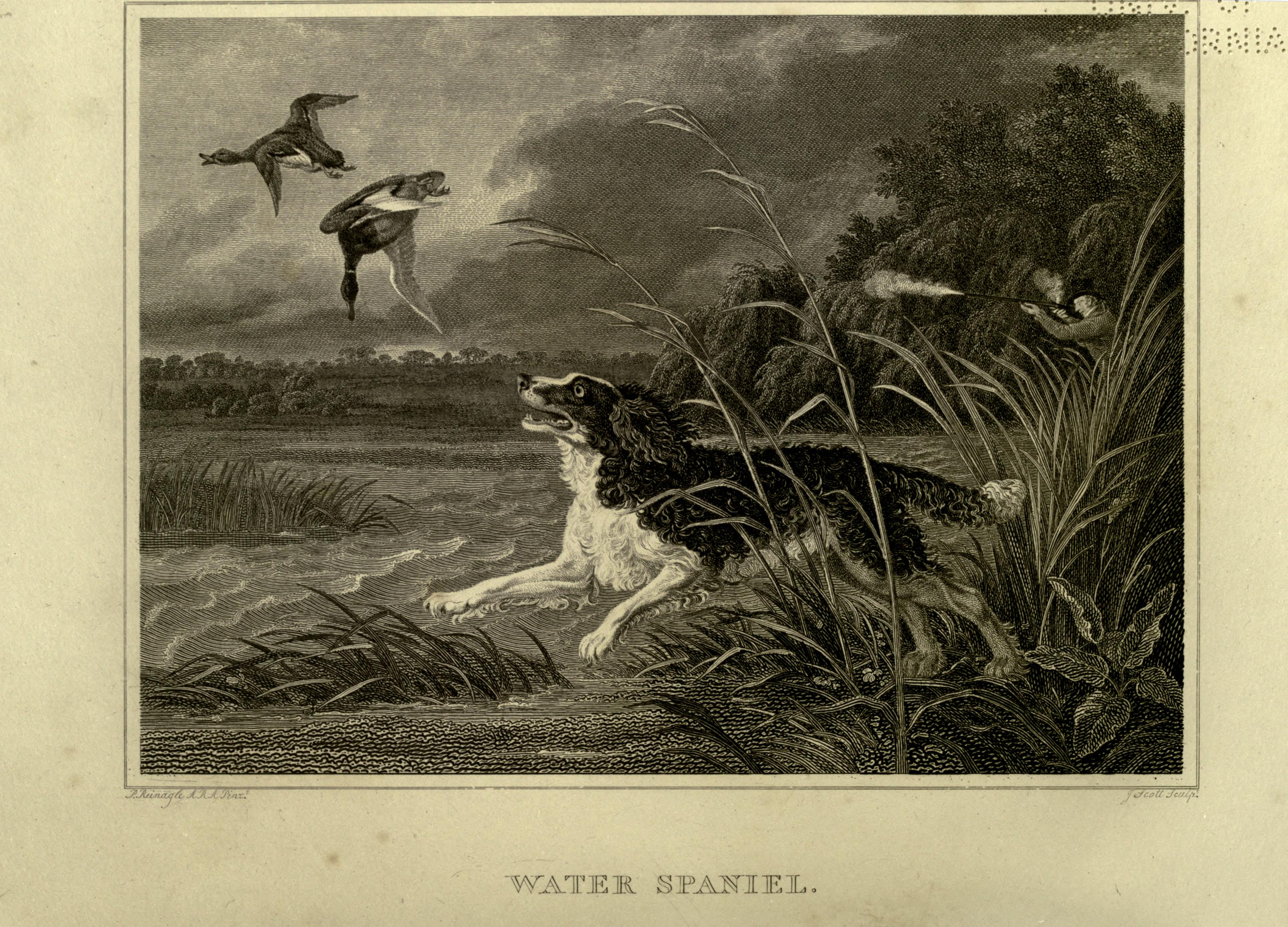
Pies myśliwski (water spaniel) w szuwarach

Bobrowanie – termin używany w łowiectwie: przeszukiwanie szuwarów lub błotnistych terenów przez psa myśliwskiego, najczęściej w celu wypłoszenia żywego ptaka, brodzenie przez psa myśliwskiego albo przez łosia w wodzie lub błocie lub przemieszczanie się przez zwierzę w celu poszukiwania pokarmu lub innej rzeczy. 
Do bobrowania szkoli się wyżły. Umiejętność polega na wypłoszeniu ptaka z trudno dostępnych miejsc, takich jak szuwary i gęsta roślinność wodna. Wymaga od psa wytrwałości oraz sprawności w poruszaniu się w terenie podmokłym. Szkolenie w bobrowaniu poprzedza nauka pływania i aportowania. Oswajanie psa z wodą odbywa się bez przymusu, poprzez wspólne wchodzenie do płytkiego zbiornika oraz delikatne podtrzymywanie go dla ułatwienia pierwszych ruchów. Gdy pies swobodnie porusza się w wodzie, treser stopniowo wprowadza aportowanie, początkowo z płytkiej wody, a następnie z głębszych partii. Kolejnym etapem jest bobrowanie – aktywne przeszukiwanie gęstej roślinności wodnej w poszukiwaniu zdobyczy. Istotnym elementem szkolenia jest motywowanie psa do bobrowania, szczególnie podczas spotkania z kurkami wodnymi lub dzikimi kaczkami. O skuteczności treningu świadczy determinacja psa w pokonywaniu szuwarów.